# Ban Nobutomo

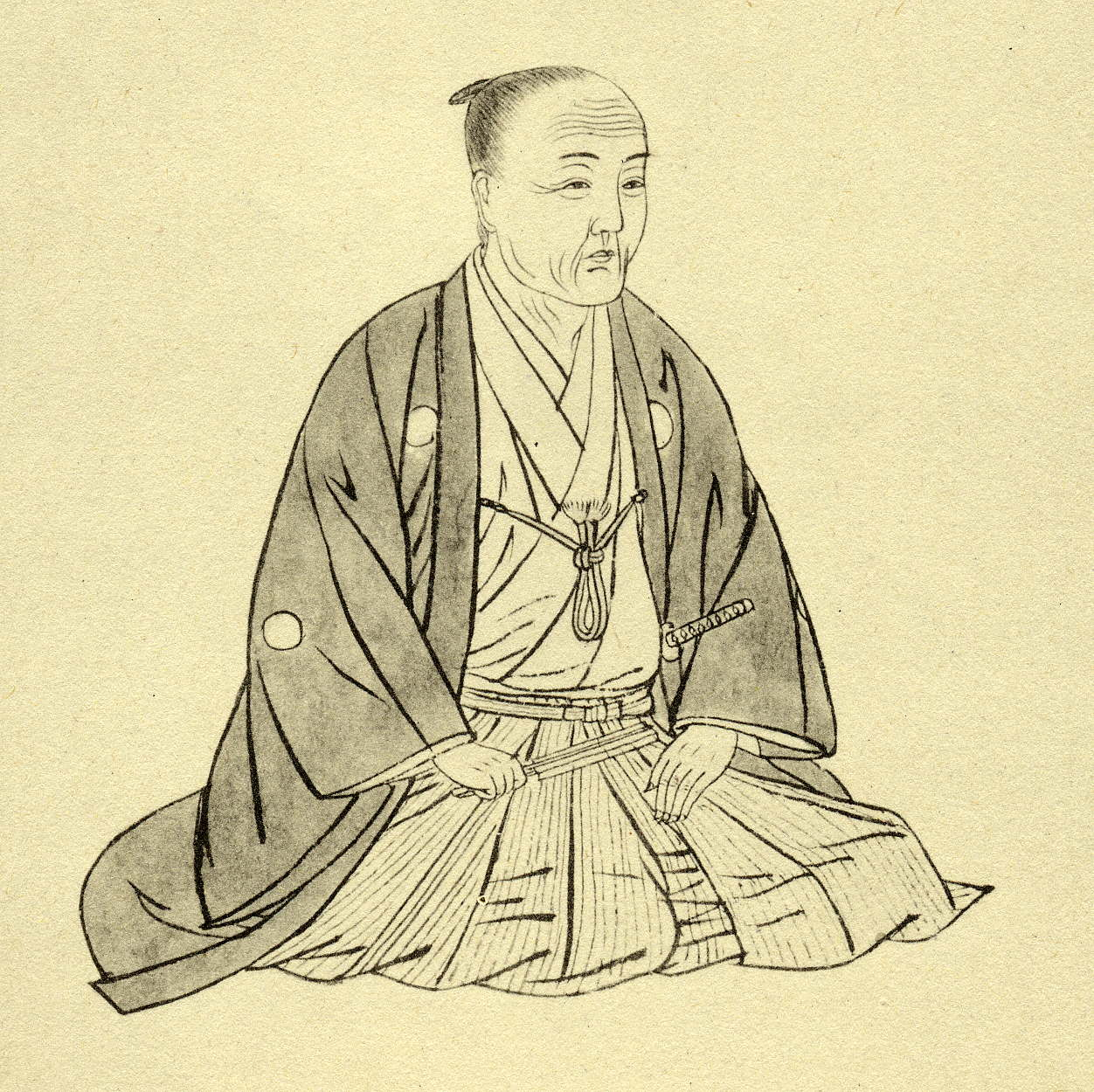
Ban Nobutomo

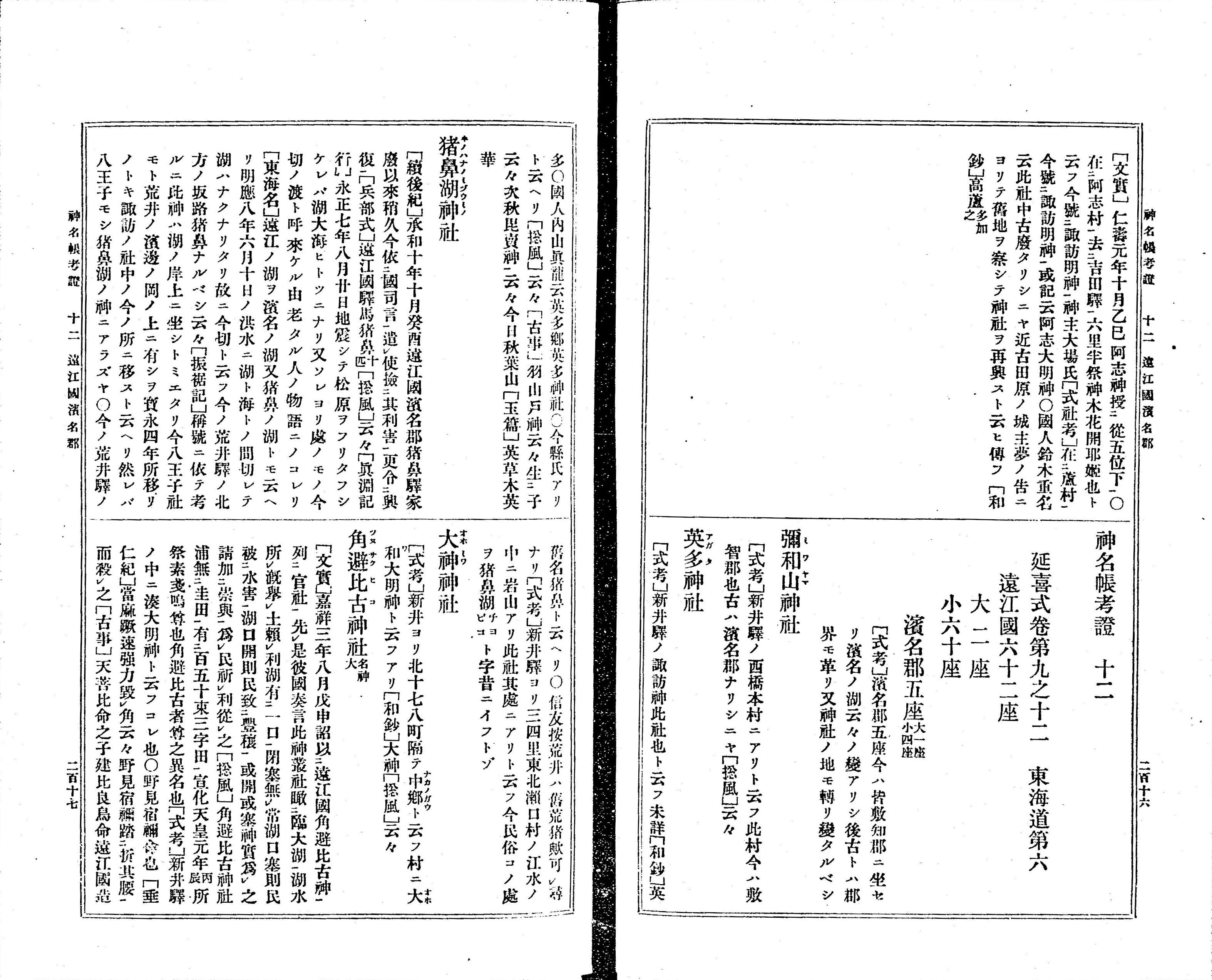
Ban Nobutomo Zenshū

Ban Nobutomo (japanisch 伴 信友; geboren 17. März 1773 in der Provinz Wakasa; gestorben 2. Dezember 1846) war ein japanischer Gelehrter der „Nationallehre“ (Kokugaku) der späten Edo-Zeit.

## Leben und Wirken
Ban Nobutomo war der vierte Sohn von Yamagishi Yoshitomo (山岸 惟智), Gefolgsmann des Obama-Klans (小浜藩) in der Provinz Wakasa und dessen Frau Sayo (サヨ). Sein Kindheitsname war Koretoku (惟徳), allgemein bekannt als Eigorō (鋭五郎). Später führte er die Künstlernamen Shugorō (州五郎), Toku (特) oder Jitsu (事負). Im Jahr 1786 wurde er von Shiban Nobutsu (士伴 信当) aus Edo-Tsume (江戸詰) aus derselben Domäne adoptiert. 1806 zog Ban nach Edo, übernahm nach dem Tod seines Adoptivvaters im selben Jahr die Leitung der Familie und diente zwei Generationen der Feudalherren Sakai Tadatsura (酒井 忠貫; 1752–1806) und Sakai Tadayuki (酒井 忠進; 1770–1828) der Obama-Domäne, bis er 1821 die Leitung der Familie seinem ältesten Sohn Nobuchika (伴信近) übergab.
Schon in jungen Jahren interessierte Ban sich für die „Nationallehre“ (Kokugaku). 1801 befasste er sich auf Anregung des Gelehrten Murata Harumon (村田 春門; 1765–1836) mit Motoori Norinaga (1730–1801), pilgerte zu dessen Grab und führte die von ihm begründete Schule fort. Danach ließ Ban sich in seiner Freizeit von offiziellen Pflichten von Norinagas Adoptivsohn Motoori Ōhira (1756–1833) beraten und widmete sich mit ganzer Kraft gründlichen historischen Forschungen. 
Ban verfasste eine historische Studie über die Jinshin-Rebellion (壬申の乱; Jishin no Ran) im Jahr 672 unter dem Titel, „Nagamono no Yamakaze“ (長等の山風), eine historische Studie über die diplomatische Geschichte Japans, „Chūgai Ikisatsu-den“ (中外経緯伝), eine historische Studie über Schreine „Jinmyōchō Kōshō“ (神名帳考証). Des Weiteren hinterließ er herausragende Studien zur Erforschung der Landesgeschichte, darunter den Aufsatz „Hikobae“ (比古婆衣) 1847, 1861.
Ban stand Hirata Atsutane nahe, doch ab etwa 1823 kam es zu einem Streit zwischen ihnen. Im Gegensatz zu Atsutane war er von gemäßigter Natur und widmete sich dem Studium der alten Geschichten. Zusammen mit Hirata zählte er zu den „Vier großen Gelehrten der Tempō-(1831 bis 1845)-Zeit“. Allerdings wurden zu seinen Lebzeiten nur wenige Bücher veröffentlicht, so 1829 „Suzuya Ō Raku Nenpu“ (鈴屋翁略年譜). Er erweiterte seine Theorien nicht, wie es Atsutane gegen Ende der Edo-Zeit tat.
Bans Grab befindet sich noch immer im Tempel Hosshin-ji (発心寺) in Obama. Es gibt die „Gesammelten Werke von Ban Nobutomo“ (伴信友全集, Ban Nobutomu zenshū), 5 Bände.